# 卡明縣 (內布拉斯加州)
卡明縣是美国內布拉斯加州東北部的一個縣，面積1,488平方公里。根據2020年美國人口普查，共有人口9,013人。縣治西點（West Point）。該縣成立於1855年3月16日，縣名紀念內布拉斯加領地代總督、州務卿托马斯·B·卡明。